# Ошейниковый большеног
Ошейниковый большеног (лат. Talegalla jobiensis) — вид птиц из семейства большеногов.

## Распространение
Вид распространен в северной и восточной части Новой Гвинеи. Живет в тропический и субтропический низменных и горных дождевых лесах.

## Описание
Ошейниковый большеног достигает длины 54—61 см и массы 1,5—1,7 кг. Общая окраска оперения чёрного цвета. Тёмно-красноватый оттенок на голой коже лица и шеи; ноги от оранжевых до ярко-красных; воротник красновато-коричневого цвета; радужная оболочка от коричневой до красной; клюв от желто-коричневого до тускло-красного цвета

## Образ жизни
Питается семенами, опавшими плодами и наземными беспозвоночными. Гнездится в больших курганах из смеси песка, листьев и других растительных остатков, где тепло, образующееся при разложении органического материала, служит для инкубации яиц. Строительство и обслуживание курганов, которые могут достигать 4,5 м в высоту и 9 м в диаметре, происходит в течение года.

## Подвиды
Выделяют два подвида:
- Talegalla jobiensis jobiensis Meyer, 1874
- Talegalla jobiensis longicaudus Meyer, 1891